# Éditions Perrin des Lettres de Madame de Sévigné
Ne doit pas être confondu avec Éditions Perrin.
Pour les articles homonymes, voir Perrin.
Les éditions « Perrin » des Lettres de Madame de Sévigné, parues en 1734-1737 et en 1754, sont les deux premières éditions officielles des lettres de Madame de Sévigné. Leur texte est établi par Denis-Marius Perrin, qui élague et remanie sur instructions de Pauline de Simiane, petite-fille de l'épistolière. Les originaux sont détruits après usage.
La première édition, en six volumes, comprend 614 lettres, toutes adressées à madame de Grignan. La seconde, en huit volumes, comprend 772 lettres, dont certaines sont adressées à d'autres correspondants.

## Éditions antérieures de lettres de madame de Sévigné

### Publication de lettres à Bussy-Rabutin
En 1693, meurt Roger de Bussy-Rabutin, cousin et correspondant de madame de Sévigné. En avril 1696, celle-ci meurt à son tour. Aucune de ses lettres n'est encore imprimée. Cinq mois plus tard, les enfants de Bussy-Rabutin publient  Les Mémoires de messire Roger de Rabutin, comte de Bussy. On y trouve dix-sept lettres de Bussy adressées à madame de Sévigné, ainsi que cinq réponses de celle-ci. Au début de 1697, les enfants de Bussy publient Les Lettres de messire Roger de Rabutin, comte de Bussy, en quatre volumes. Les deux premiers de ces volumes sont consacrés aux lettres de Bussy à sa cousine et aux 109 courtes réponses de celle-ci.
Aux yeux des contemporains, le grand épistolier, c'est Bussy. Pierre Bayle, le premier, dans une lettre du 4 décembre 1698, juge les lettres de madame de Sévigné meilleures que celles de Bussy. Et Vigneul-Marville, le premier, en 1699, livre un jugement imprimé : « Mme de Sévigné […] fera dire à la postérité que la cousine valait bien le cousin. »

### Les trois éditions furtives
Trois éditions furtives paraissent au siècle suivant. Il s'agit de lettres à madame de Grignan.
- En 1725, une plaquette de 75 pages, contenant 28 lettres ou extraits, est imprimée à Troyes : Lettres choisies de Mme la marquise de Sévigné à Mme de  Grignan, sa fille, qui contiennent beaucoup de particularités de l'histoire de Louis XIV[7].
- En 1726, deux volumes, contenant 134 lettres, sont imprimés à Rouen : Lettres de Marie Rabutin-Chantal, marquise de Sévigné à Mme la comtesse de Grignan, sa fille[8].
- La même année, deux volumes, contenant 177 lettres, sont édités à La Haye par P. Gosse, J. Néaulme et Cie : Lettres de Mme Rabutin-Chantal, marquise de Sévigné à Mme la comtesse de Grignan, sa fille[9].

Pauline de Simiane, fille de madame de Grignan, condamne vigoureusement ces trois éditions au texte incomplet, remanié, criblé de fautes. C'est elle qui détient les autographes des lettres écrites à sa mère. Elle charge un ami aixois, Denis-Marius Perrin (ou « de Perrin », selon les sources), d'établir une édition répondant à ses vœux, c'est-à-dire expurgée de tout ce qui peut paraître inconvenant, inintéressant ou négligemment écrit.

## L'éditeur
Denis-Marius, chevalier de Perrin, naît vers 1682 à Aix-en-Provence. Il meurt le 20 janvier 1754, à 72 ans. Il est le premier éditeur officiel des lettres de madame de Sévigné.
Le terme édition désigne ici le travail de présentation d'un texte. La couverture et les illustrations, mais surtout la version du texte et l'appareil critique diffèrent suivant les éditions d'un même ouvrage.
Sous l'Ancien Régime, les termes éditeur et libraire ont un sens différent de celui d'aujourd'hui. Le mot éditeur apparaît dans les années 1730. Il désigne l'homme de lettres qui prépare la publication d'une œuvre dont il n'est pas l'auteur : l'éditeur établit le texte, le présente, l'annote (c'est ce que fait Perrin), puis il vend sa copie de travail à un libraire. Celui-ci se charge de trouver un imprimeur (s'il n'est pas imprimeur lui-même), il le paie, puis il vend les feuilles imprimées (la reliure est à la charge du client).
Si le coût du manuscrit et les frais d'impression sont trop importants, des libraires peuvent s'associer pour payer. Chacun fait alors apposer son nom, en page de titre, sur le lot qui lui revient. En 1754, la seconde édition Perrin va sortir chez plusieurs libraires.

## Les deux éditions Perrin

### Première édition (1734-1737)
Sur les instructions de Pauline de Simiane, Perrin effectue de 1726 à 1737 un classement (madame de Sévigné omettait d'indiquer l'année en tête de lettre). Mais il se livre aussi à un important travail de choix, de coupe et de réécriture que la postérité va juger sévèrement : plus d'un tiers du texte est enlevé, les remaniements sont nombreux — et les originaux sont presque tous détruits,. Les réponses de madame de Grignan ne sont pas publiées ; là encore, la responsabilité de la destruction des originaux est attribuée à Pauline de Simiane : les lettres de madame de Grignan sont, dit Perrin, « sacrifiées à un scrupule de dévotion » en 1734. Cette édition comprend 614 lettres, toutes adressées à madame de Grignan :
Recueil des lettres de madame la marquise de Sévigné à madame la comtesse de Grignan, sa fille, 6 vol. in-12.
- Les tomes I-IV paraissent chez le libraire Nicolas Simart, à Paris, en avril 1734. Un portrait de madame de Sévigné figure au tome I, une table à la fin du tome IV.
- Les tomes V et VI paraissent chez le libraire Jacques Rollin fils, à Paris, en 1737 (quelques semaines avant la mort de Pauline de Simiane). Un portrait de madame de Grignan figure au tome V, une table à la fin du tome VI.

#### La «suite» de 1751
Perrin publie un volume unique en 1751 : Recueil de lettres choisies, pour servir de suite aux lettres de madame de Sévigné à madame de Grignan, sa fille, Paris, Rollin, 1751, in-12,. Il contient 123 lettres, dont 25 de madame de Sévigné, 3 de madame de Grignan, 29 de Philippe-Emmanuel de Coulanges, 50 de madame de Coulanges, 14 de madame de La Fayette, une du cardinal de Retz et une de La Rochefoucauld.

### Seconde édition augmentée (1754)
Perrin établit une seconde édition augmentée, en huit volumes au lieu de six. Le texte provenant de la première édition est une fois de plus remanié. Perrin a, comme le dit Quérard, « fréquemment altéré le style sous prétexte de le corriger ». Cette édition comprend 772 lettres ; toutes ne sont pas adressées à madame de Grignan :
Recueil des lettres de madame la marquise de Sévigné à madame la comtesse de Grignan, sa fille : nouvelle édition augmentée, 8 vol. in-12, portraits.
En 1754, après la mort de Perrin (survenue en janvier), plusieurs libraires parisiens proposent cette édition :
- Rollin. Le tome I s'ouvre sur un « Avertissement de l'éditeur », suivi de la « Préface de 1734 » et de l'« Avertissement de 1737, mis à la tête des tomes V et VI »[27] ;
- Durand[28] ;
- Michel-Antoine David[29], « avec une légère modification dans le titre[30] » ;
- Bauche[31] ;
- Desaint et Saillant. Huit volumes également, même contenu, mais impression « en caractères beaucoup plus petits et en même temps plus serrés […] Le texte présente de légères différences[32]. »

## Raisons des altérations

### Scrupules de dévotion de Pauline de Simiane
Jusqu'en 1725, Pauline de Simiane refusait que la correspondance de sa grand-mère soit publiée. Les éditions furtives provoquent sa fureur. Car les audaces de madame de Sévigné sont révélées au public. De plus, certains passages  peuvent offenser des gens encore en vie ou la famille de disparus. Malgré sa « répugnance » à éditer, Pauline de Simiane finit par céder au « seul moyen d'anéantir ces éditions » inopportunes : imposer une version officielle expurgée.
Après la parution des quatre premiers volumes, la conscience de Pauline se fait encore plus exigeante. Perrin s'en plaint : « J'avais à combattre les nouveaux scrupules de madame de Simiane. » Anfossi fils, ami de Perrin, en dit plus : « Il est venu à cette dame de nouveaux scrupules, et plus difficiles à lever. Elle est alarmée des histoires galantes que sa grand-mère se plaît quelquefois à raconter, et des réflexions qu'elle se permet, qui ne s'accordent pas toujours avec cette haute dévotion dont elle faisait quelquefois parade. » Il est même question un moment de faire revoir les textes par un père de l'Oratoire.

### Zèle littéraire de Perrin
Perrin, lui, poursuit un tout autre but, ses scrupules sont d'ordre littéraire. Il ne veut pas laisser une édition « imparfaite ». Il veut un style moins négligé. Il veut offrir un texte « digne du public ». Il veut y mettre « plus d'art et plus de soin » en sabrant et en corrompant le texte. Cette volonté se manifeste surtout, selon Roger Duchêne, dans l'édition de 1754 : « Éditeur trop consciencieux, Perrin a parfois défiguré l'œuvre qu'il publiait pour la seconde fois. »

## Valeur
En dépit des altérations qu'elles font subir au texte, les éditions Perrin sont jugées plus fidèles que les trois éditions furtives de 1725 et 1726. Le texte de la première édition Perrin, moins remanié que celui de la seconde, est retenu plus volontiers par les éditeurs modernes.
En 1873, une copie manuscrite de 319 lettres est découverte par Charles Capmas, un professeur de droit de Dijon. Elle avait été prise par Amé-Nicolas de Bussy-Rabutin, fils de Roger, à partir d'autographes que lui avait confiés Pauline de Simiane. Le texte des éditions furtives de 1725 et 1726 est une mauvaise copie de cette copie relativement fidèle — plus fidèle que les éditions Perrin.
Nous connaissons aujourd'hui 764 lettres de madame de Sévigné à madame de Grignan. Pour la moitié d'entre elles, en l'absence d'autographes ou de meilleures copies, le texte connu reste celui des éditions Perrin.